# I'm Lovin' It
I'm Lovin' It è un singolo del cantautore statunitense Justin Timberlake, pubblicato il 20 novembre 2003 come unico estratto dal primo album video Justin Timberlake: Live from London.

## Promozione
Una versione hip hop del brano, interpretata dal rapper Pusha T, è stata usata per la campagna promozionale della McDonald's che portava lo stesso titolo della canzone.

## Video musicale
Il video, diretto da Paul Hunter, ha visto la partecipazione della modella statunitense Lindsay Frimodt.

## Remix ufficiali
- Original version – 3:39
- Instrumental – 3:39
- Promo version – 4:04
- Remix featuring Snoop Dogg – 3:54